# Željko Reiner
Željko Reiner, né le 28 mai 1953, est un homme politique et médecin croate.